# Gregorio Gea Miquel
Gregorio Gea Miquel (Mislata, Valencia, 18 de abril de 1831- Valencia, 4 de febrero de 1886) fue un carpintero y educador católico valenciano, fundador del Patronato de la Juventud Obrera.

## Biografía

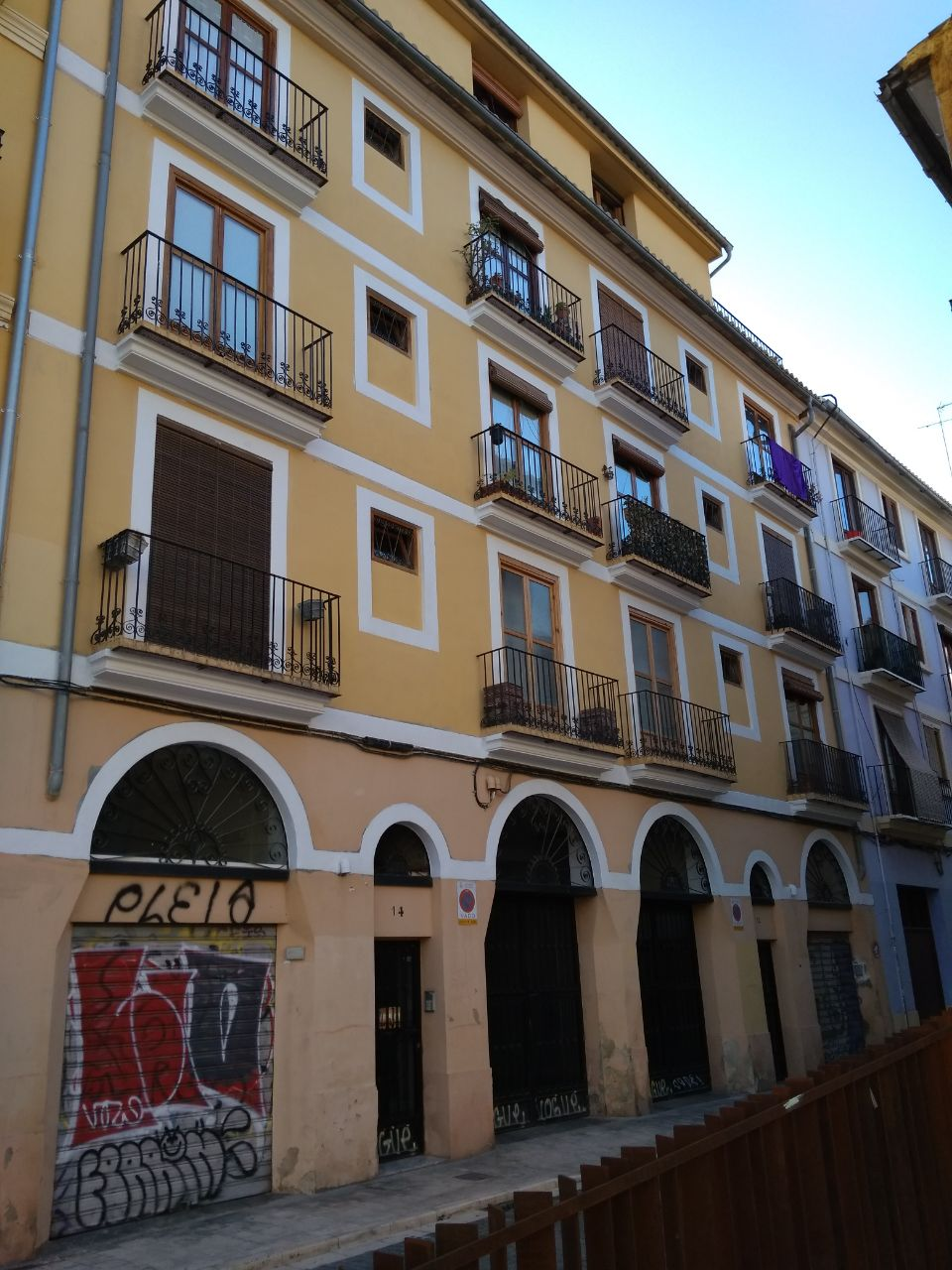
Edificio de la calle Beneficencia 14. Aquí residió Gea desde 1864, instaló su taller de carpintería, fundó el Patronato de la Juventud Obrera y falleció en 1886.

Hijo de agricultores, aprendió el oficio de carpintero, en el que se inició como aprendiz a los trece años en el taller del Sr. Alós, la calle del Fumeral (posteriormente renombrada calle Quevedo), el barrio del Pilar.
Contrajo matrimonio con Josefa Carsí Lerma y tuvieron seis hijos. En 1850, año de su matrimonio, volvió a residir en Mislata, pero a partir de 1858 se trasladó definitivamente a Valencia, donde desarrolló casi toda su actividad.
Con 33 años, adquirió una casa en el número 14 de la calle de la Beneficencia, destinada a vivienda familiar y taller de carpintería. Dicho lugar también serviría como albergue de seminaristas pobres se generaría lo que pocos años después serían el Colegio de Vocaciones Eclesiásticas y el Patronato de la Juventud Obrera. Junto con el maestro pintor Vicente Ballester instaló en la calle de la Corona un centro donde impartía catequesis.
Fruto de su contacto con el mundo obrero, participa en diferentes iniciativas católicas dirigidas a obreros jóvenes, como la escuela para obreros de la Hermandad del Santísimo Sacramento (1861), el albergue para seminaristas pobres del Colegio de San Francisco (1864) o la Escuela Nocturna de la Doctrina Cristiana para aprendices de diversos oficios (1866).
En 1880 se encuentra cerca de su casa a un grupo de niños que pelean entre sí. Al tiempo que les reprende, les invita a su casa, donde tras una breve lección de catequesis, les invita a merendar y les proporciona alpargatas y blusas -ropa habitual de las clase obrera valenciana de finales del siglo XIX-. Repitió la experiencia y los once asistentes iniciales pasaron a ser más de un centenar. Entonces se acercan a la parte del cauce del río Turia próxima a la casa para realizar sus actividades.
Para estabilizar su actividad social, Gea fundó con el apoyo de la Real Sociedad Económica de Amigos del País, el Patronato de la Juventud Obrera -del que fue presidente- dedicado a la promoción y formación de jóvenes trabajadores sin recursos. La aprobación arzobispal de los estatutos del Patronato se produjo el 29 de mayo de 1884, y el tres de febrero de 1886 recibió la aprobación de las autoridades civiles. Ideológicamente, el Patronato no era una asociación de tipo sindical y el propio Gea exigió dejar fuera de sus reuniones la actividad política.
Gregorio Gea falleció de cáncer en Valencia el cuatro de febrero de 1886.